# John Russell (6e duc de Bedford)
Pour les articles homonymes, voir John Russell.
John Russell (6 juillet 1766 – 20 octobre 1839), 6e duc de Bedford, connu sous le nom de lord John Russell jusqu'en 1802, est un homme politique britannique qui a notamment servi comme Lord lieutenant d'Irlande du Ministère de tous les talents. Il est le père du Premier ministre John Russell, 1er comte Russell.

## Biographie
Il est un fils cadet de Francis Russell, marquis de Tavistock, fils aîné et héritier de John Russell, 4e duc de Bedford. Sa mère Lady Elizabeth, est le plus jeune enfant de William Keppel (2e comte d'Albemarle), et Anne Lennox.
Bedford épouse tout d'abord Georgiana Byng, fille de George Byng (4e vicomte Torrington), en 1786 avec laquelle il a trois fils.
Après la mort prématurée de Georgiana en octobre 1801, Bedford se marie avec Georgina, fille d'Alexander Gordon, 4e duc de Gordon, en 1803. Ils ont dix enfants.
La duchesse de Bedford est une grande protectrice des arts, et a une relation de longue date avec le peintre Edwin Landseer, un homme de vingt ans son cadet. Cependant le mariage les Bedford »a été considéré comme un très heureux.
Le duc acquiert le tableau peint en 1827 par Gilbert Stuart Newton, La Visite du prince d'Espagne à Catalina, qui est gravé dans The Literary Souvenir de 1831.
Il meurt en octobre 1839 à 73 ans, et est remplacé par le fils aîné de son premier mariage, Francis. La duchesse de Bedford est morte en février 1853, âgée de 71 ans.

## Carrière politique
Comme la plupart des Russell, Bedford est un whig dans la politique. Il siège comme député pour Tavistock 1788 à 1790, et sert comme Lord lieutenant d'Irlande dans le gouvernement whig de 1806-1807. Il devient, comme beaucoup de son parti, qui étaient partisans du bonapartisme fort, opposé à la guerre d'Espagne, estimant qu'il ne pouvait ni ne devrait être gagné. Il finance, avec son fils, de nombreuses publications anti-guerre. Bedford est admis au Conseil privé en 1806 et nommé chevalier de la Jarretière en 1830.

## Descendance
Avec Georgiana Byng, fille de George Byng (4e vicomte Torrington), ils ont trois fils:
- Francis Russell (7e duc de Bedford)
- Georges Russell
- John Russell, Premier Ministre du Royaume-Uni et grand-père du philosophe Bertrand Russell.

Avec Georgina, fille d'Alexander Gordon, 4e duc de Gordon, en 1803, ils ont dix enfants, dont :
- Georgiana Elizabeth Russell (décédée le 22 mars, 1867), a épousé Charles Romilly avec descendance
- Wriothesley Russell (11 mai 1804 - 6 avril 1886), épouse Elizabeth Russell, son cousin au second degré, est décédé sans postérité
- Edward Russell (1805-1887) (24 avril 1805 - 21 mai 1887), épouse Mary Ann Taylor et meurt sans postérité
- Charles Russell (1807-1894) (10 février 1807 - 29 juin 1894), épouse Isabella Davies avec descendance
- Louisa Jane Russell (8 juillet 1812-31 mar 1905), mariée à James Hamilton (1er duc d'Abercorn) avec descendance
- Alexander Russell (16 septembre 1821 - 10 janvier 1907), épouse Anne Holmes avec descendance
- Rachel Evelyn Russell (1826 - 21 février 1898), mariée à James Butler avec descendance.